# Frații Advahov
Frații Advahov (en roumain : Les Frères Advahov, prononcer [ˈfrat͡sij adˈvahov]) sont un duo musical formé à Chișinău en Moldavie et composé des frères Vitalie et Vasile Advahov. Le groupe représente la Moldavie au Concours Eurovision de la chanson 2022, à Turin en Italie, aux côtés de Zdob și Zdub, avec leur chanson Trenulețul (en roumain : Le train).

## Jeunesse et débuts
Vitalie et Vasile Advahov naissent respectivement le 18 janvier 1978  et le  26 avril 1979  à Cahul, à l'époque en RSS de Moldavie. Leurs parents sont professeurs à l'école de la ville. Durant leur scolarité au lycée Ciprian Porumbescu, ils font partie d'un groupe orchestral nommé Mugurașii.

## Carrière
Le Advahov Brothers Orchestra est fondé en 2005. Depuis, de nombreux musiciens moldaves et roumains l'ont rejoint, afin de former un véritable orchestre. En 2020, celui-ci comportait quarante-cinq membres.

Le 29 janvier 2022, il est annoncé que le groupe avait été sélectionné par Teleradio-Moldova, la télévision nationale moldave, pour représenter le pays au Concours Eurovision de la chanson 2022, à Turin en Italie, aux côtés de Zdob și Zdub. Leur chanson est intitulée Trenulețul (en roumain : Le train).

### À l'Eurovision
Le groupe participe à la première demi-finale, le mardi 10 mai 2022, et seront les neuvièmes (sur dix-sept participants) à monter sur scène. En cas de qualification, ils participeront également à la finale du samedi 14.

## Vie privée
Les deux frères sont mariés et ont chacun deux enfants.